# HotTug

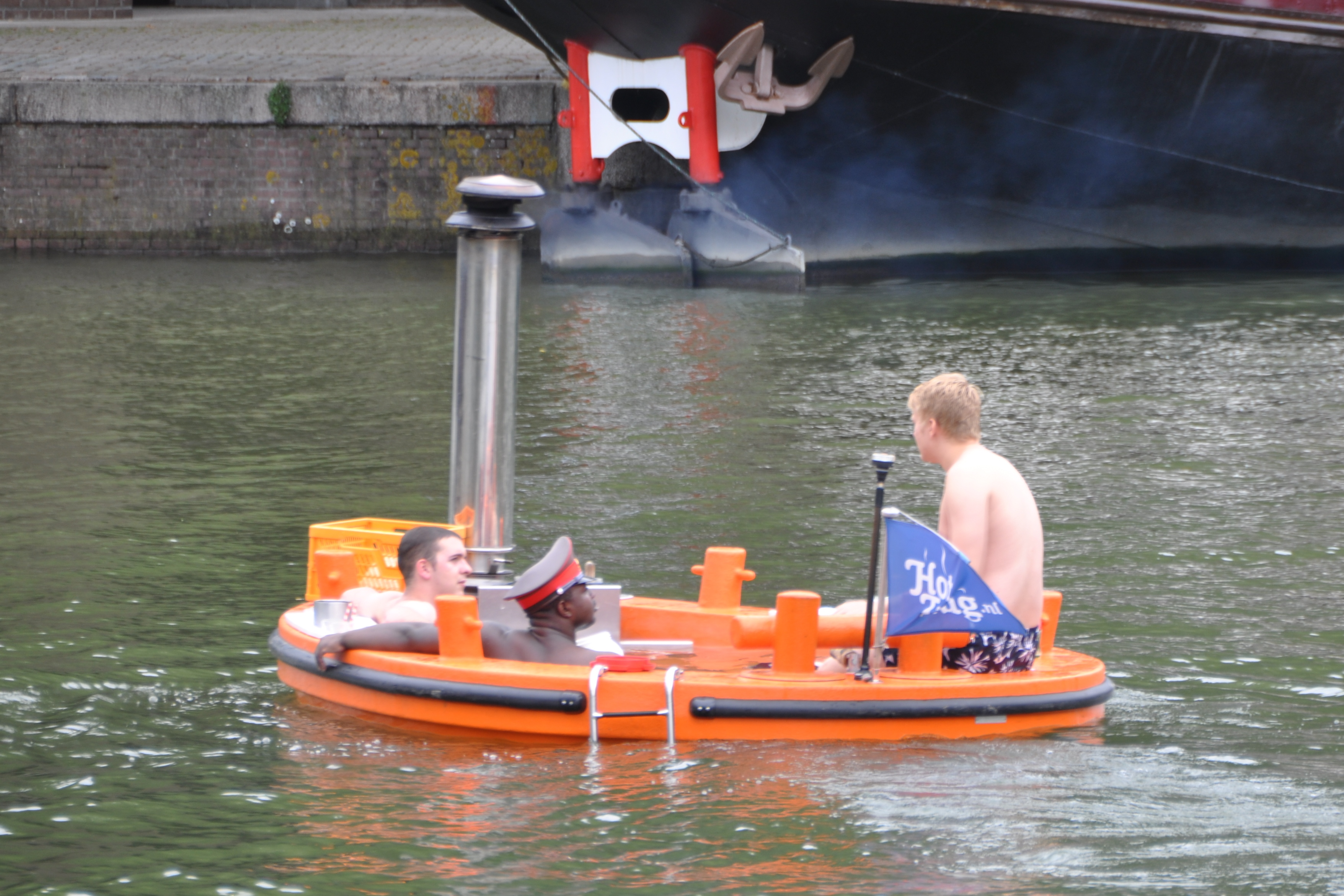
Een HotTug in de Leuvehaven Rotterdam

Een HotTug is een polyester sleepbootje, dat is uitgevoerd als varende badkuip voor maximaal acht personen. Het is een volwaardige motorboot categorie D en beschikt over een CE-certificaat en een ‘Boat Safety Certificate’ voor Engeland. Het bootje werd ontworpen door Frank de Bruijn en werd in september 2012 geïntroduceerd.
Het bootje wordt in Nederland, Denemarken, Engeland en Zwitserland ook verhuurd.  
- Lengte: 3,80 m
- Breedte: 2,30 m
- Hoogte, gemeten vanaf de kiel: 1,10 m

|                          | Vol    | Leeg   |
| ------------------------ | ------ | ------ |
| Diepgang                 | 90 cm  | 60 cm  |
| Snelheid                 | 5 km/u | 7 km/u |
| Kruiphoogte              | 145 cm | 185 cm |
| Kruiphoogte met klappijp | 85 cm  | 125 cm |

- Gewicht: ± 625 kg
- Inhoud: 1800 liter bij 38 °C / 100 °F 
Opwarmtijd badwater: 8 °C per uur naar 38 °C via een  RVS houtkachel met dubbelwandige rvs-kachelpijp. In één uur en 15 minuten via een Hayward pool and spa hot tub heater H400.
- Aandrijving: elektrisch, Minn Kota RT 160 EM (dual) van 2,4 kW, een motor special voor zout water. Het bedieningspaneel van de motor is opgenomen in de beting.